# Izehi Ileso
Izehi Grace Ileso, född 19 juli 1989 i Angereds församling i Göteborg, är en svensk friidrottare (tresteg). Hon vann SM-guld i tresteg inomhus år 2008. Hon tävlade i början av sin karriär för Ullevi FK men övergick 2015 till Mölndals AIK.

## Personliga rekord
| Utomhus - Längdhopp – 5,28 (Tallahassee, Florida USA 12 april 2013) - Tresteg – 13,03 (Uddevalla 28 juli 2007) - Tresteg – 13,03 (Uddevalla 29 juli 2007) | Inomhus - 60 meter – 7,98 (Göteborg 17 januari 2004) - Tresteg – 13,08 (Eskilstuna 1 mars 2008) - Tresteg – 12,97 (Malmö 24 februari 2008) |

### Fotnoter
1. 1 2  ”Tävlingsårsskiftesövergångar 15 november 2014”. friidrott.se. 24 november 2016. Arkiverad från originalet den 23 september 2018. https://web.archive.org/web/20180923163333/http://www.friidrott.se/forbundsinfo/overgangar/arsskifte1415.aspx. Läst 20 oktober 2014.
2. ↑  ”Stora SM 2007”. trackandfield.se. Arkiverad från originalet den 4 maj 2013. https://archive.is/20130504152109/http://www.proteamonline.se/storage/customers/978/editor/resultat%20sm%20i%20friidrott%202007.html. Läst 19 april 2013.
3. ↑  ”Stora inne-SM 2008, resultat” (pdf). mai.se. Arkiverad från originalet den 14 april 2015. https://web.archive.org/web/20150414002300/http://www.mai.se/resultat/resultat_inne-sm_2008.pdf. Läst 11 april 2015.
4. 1 2 3 4 5  ”Personsida på AllAthletics”. all-athletics.com. Arkiverad från originalet den 25 november 2016. https://web.archive.org/web/20161125043141/http://www.all-athletics.com/node/148387. Läst 24 november 2016.
5. ↑  Sveriges befolkning 2000, Version 1.03, Sveriges Släktforskarförbund: Ileso, Izehi Grace
6. ↑  ”Personsida hos IAAF”. iaaf.org. https://www.iaaf.org/athletes/sweden/izehi-ileso-239544. Läst 24 november 2016.
7. 1 2  ”Personsida på European Athletics' webbplats”. european-athletics.org. http://www.european-athletics.org/athletes/group=i/athlete=131718-ileso-izehi/index.html. Läst 24 november 2016.